# Joan Salas i Anton
Joan Salas i Anton (Sabadell, Vallès Occidental, 1854 - Barcelona, 1931) fou un cooperativista i polític català, diputat republicà a les Corts espanyoles.

## Biografia
Joan Salas descendent d'una nissaga de fabricants pertanyents a l'emergent burgesia revolucionària a cavall dels segles xviii i xix i, per la família sobrevinguda per les segones núpcies de la seva mare amb Tomàs Viladot, d'un dels primers republicans d'esquerra de la ciutat. Aquesta herència familiar li va permetre poder defensar els seus ideals sense haver de preocupar-se amb els aspectes econòmics.

## Cooperativista
Sobre de la vida cooperativista de Salas Antón en trobem les primeres notícies 1881 a partir de la fundació de la Cooperativa la Sabadellenca on hi tingué un paper rellevant, aportant donatius i serveis legals. El 1898 fou nomenat vicepresident del Comitè Regional de les Societats Cooperatives de Catalunya en el marc de la Primera Assemblea de Cooperatives de Catalunya. Aquell mateix any tingué lloc el Primer Congrés Catalano-Balear, on aquest s'adherí al moviment cooperatiu europeu i en el discurs de cloenda Salas Antón reclamà la redacció d'una llei específica per a les cooperatives de consum, de crèdit, de producció i de treball. En aquest congrés també s'aprovà la creació d'una revista mensual, Revista de Cooperación Catalana, la qual seria dirigida pel mateix Salas.
A París l'any 1900 Salas Antón participà en el Congrés Cooperativista, on entrà en contacte amb l'Associació Cooperativa Internacional (ACI). Aquesta acceptà l'entrada de la Federació Cooperativa Catalana, la qual envià el 1902 una representació formada per Salas, Jaume Anglès i el doctor Raudà. En aquest congrés el cooperativisme català és escollit membre del comitè central i executiu de l'Aliança Cooperativista Internacional, on n'és Salas el representant.
En la 5º Assemblea de les Cooperatives Catalanes del 1914 Salas fou elegit president del cooperativisme català; dos anys més tard dimití a conseqüència de la crisi de vendes de la secció econòmica produïda pels problemes econòmics a la Cambra Regional.
El 1922 la Federació de Cooperatives li demanà que fes un projecte de llei de cooperatives; el 1923 la Cooperativa la Flor de Maig li feren un homenatge; va ser president de la secció espanyola de la comissió organitzadora de l'Exposició Internacional de la Cooperació i de les obres socials celebrada a Gant el 1924. El 1929 en el segon Congreso Nacional de Cooperatives, Salas Anton – que aleshores ja era tinent d'alcalde de l'Ajuntament de Barcelona – ocupà la presidència juntament amb Acevedo, Urbina, Morgades, Victoria Kent, Andrés Saborit, Sauret, Lucio Martínez, Rafael Heras. Va ser en aquest congrés on es demanà l'entrada de l'organització espanyola a l'ACI, 30 anys més tard que Catalunya. Segons Joan Reventós, aquest fou un dels darrers actes públics en què participà Salas. Tot i que el trobem a finals de 1929 com a conferenciant en el marc de l'Exposició Universal.

## Obres
- La cooperación: el cooperador cooperatista (1906)
- Actividades del estado aplicadas al desarrollo del comercio y de la industria
- Legislación del trabajo
- El estado y las cooperativas de funcionarios (1923)